# Junior Eurovision Song Contest 2008

Deltagande länder
Länder som deltog tidigare år men inte 2008

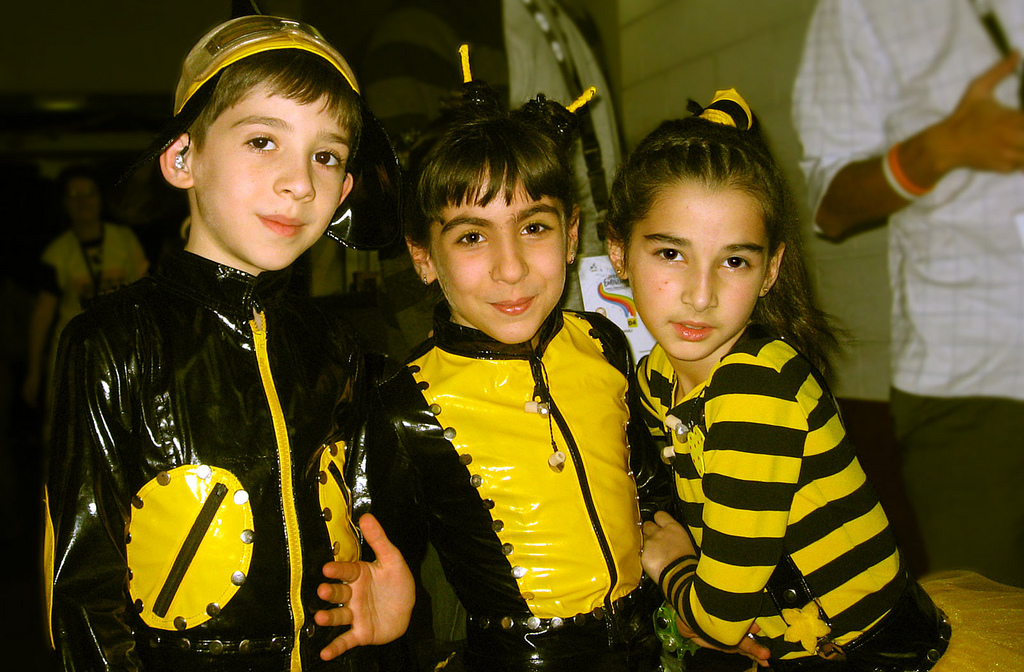
Georgiens Bzikebi vann tävlingen.

Junior Eurovision Song Contest 2008 var den sjätte upplagan av musiktävlingen Junior Eurovision Song Contest, och anordnades den 22 november 2008 i Limassol på Cypern, med Alex Michael och Sophia Paraskeva som programledare. Tävlingen vanns för första gången inte av en soloartist eller duo, gruppen Bzikebi vann för Georgien med "Bzz..". Detta var även första och hittills enda gången ett bidrag som framförts på låtsasspråk vunnit tävlingen. Andra och tredje plats gick till Ukraina och Litauen, respektive.

## Arrangemanget

### Värdlandet
Den 27 maj 2007 tilldelades Cyperns nationella tevebolag CyBC rätten att stå värd för tävlingen över svenska TV4 och ukrainska NTU. Sveriges TV4 hoppade dock av tävlingen och tävlade inte alls eftersom man hade planer på att sända andra program samtidigt då Junior Eurovision Song Contest skulle arrangeras. Den 10 september 2008 presenterades programledarna, Alex Michael och Sophia Paraskeva. Den 13 oktober 2008 anordnades lottningen för startordningen som även sändes live på CyBC1, och dagen efter presenterades den fullständiga startordningen då man under lottningen enbart lottat vilken starthalva varje land skulle framföras i.

### Plats
Limassol (gr. Λεμεσός, tr. Leymosun) är Cyperns näst största stad med en folkmängd på 183 656 invånare inkl kringområden (2011). Limassol är en mycket viktig turist- och hamnstad för Cypern. Den ligger vid Akrotiribukten på öns sydkust och har blivit en mycket viktigare hamnstad efter Turkiets invasion 1974 (då största hamnstaden Famagusta blev ockuperat av Turkiet). I Limassol finns även omfattande textil-, möbel-, cement-, tegel- och livsmedelsindustrier.
Spyros Kyprianou Athletic Center, även kallat Palais des sports, är Cyperns största inhomhusarena för både sport och konserter, och ligger i närheten av Kato Polemidia. Den namngavs efter president Spyros Kyprianou. Vid konsterter tar arenan upp till 6 225 platser, varav 42 specialbyggda för handikappade. Konstruktionen av arenan påbörjades 2002 och tog tre år. Den invigdes 2005 och hade totalt kostat 8,5 miljoner cypriotiska pund, motsvarande cirka 138 miljoner svenska kronor.
Scenen under Junior Eurovision Song Contest 2008 designades av George Papadopoulos och nominerades till "Live Design Excellence Awards". Scenen var inspirerad av ön Cypern, med riktigt vatten vid scenens framkant som korsades av två bryggor som låg angränsande mot ett flertal segelbåtar vid scenens högra sida, sett från publiken. Scenen konstruerades mellan 30 oktober och 14 november 2008.

## Format

### Ändringar
Inför tävlingen gjordes ett flertal ändringar i tävlingens regler och format. En av dessa regeländringar innefattade att barnen kunde assisteras av vuxna i att skriva och komponera sina tävlingsbidrag, något som barnen tidigare var tvungna att göra helt på egen hand. En annan regel som ändrades var att endast sex istället för åtta personer fick befinna sig på scenen som en del av scennumret.

### Nytt röstningssystem
Den mest omfattande regeländringen var dock att resultatet framöver numera skulle bestämmas via  hälften telefonröstning, och hälften juryröstning, så kallad 50/50-röstning. Detta innebar att varje tävlande land hade både telefon- och SMS-röstning som tittarna kunde använda sig av, och en nationell jurygrupp. Deras resultat slogs ihop och de länder som då fått högst antal poäng tilldelas landets slutgiltiga röstresultat. Detta sätt att räkna poäng på skilde sig från det tidigare sättet då folket hade hela makten.

### Slogan
Under dagen då tävlingen skulle arrangeras hade ett stort åskoväder dragit in över Cypern, och ironiskt sett var tävlingens slogan "Fun in the Sun".

## Deltagande länder
15 länder ställde upp i den sjätte upplagan av Junior Eurovision Song Contest. Deltagarantalet kunde varit högre, då Azerbajdzjan, Bosnien och Hercegovina och Israel ursprungligen skulle deltagit. Även walesiska S4C uttryckte sitt intresse för medverkan, men detta omöjliggjordes eftersom BBC var, och är, det enda brittiska tevebolag som har rätten att representera Storbritannien i Junior Eurovision Song Contest. Polska TVP uttryckte även dem sitt intresse för att återvända till tävlingen.
Sveriges TV4 hoppade av tävlingen trots sin kandidatur till värdland eftersom man hade planer på att visa annat i rutan då Junior Eurovision Song Contest skulle sändas. Även Portugal hoppade av tävlingen trots höga tittarsiffror, RTP intresserades dock inte av tävlingen och dess format längre.
Azerbajdzjan skulle ursprungligen ha debuterat i detta års, men tevebolaget İctimai Televiziya və Radio Yayımları Şirkəti (İTV) hoppade av tävlingen i oktober månad 2008. Avhoppet berodde på att man inte kunde hitta en lämplig artist med ett lämpligt bidrag. PÅ grund av det sena avhoppet tvingades tevebolaget att betala en nota till EBU. På grund av landets avhopp var Junior Eurovision Song Contest 2008 den första upplagan att inte locka till sig ett enda debuterande land.
Utöver de 15 deltagande länderna sändes tävlingen även i Australien (SBS), Azerbajdzjan (İTV) och i Bosnien och Hercegovina (BHRT)

## Resultat
| Nr | Land          | Artist                        | Bidrag                                                | Språk        | Plac. | Poäng |
| -- | ------------- | ----------------------------- | ----------------------------------------------------- | ------------ | ----- | ----- |
| 01 | Rumänien      | Mădălina & Andrada            | "Salvaţi planeta!"                                    | rumänska     | 9     | 58    |
| 02 | Armenien      | Monica                        | "Im ergi hntjjune" (Իմ Երգի Հնչյունե)                 | armeniska    | 8     | 59    |
| 03 | Vitryssland   | Dasha, Alina & Karyna         | "Serdtse Belarusi" (Сердце Беларуси)                  | ryska        | 6     | 86    |
| 04 | Ryssland      | Michail Puntov                | "Spit angel" (Спит ангел)                             | ryska        | 7     | 73    |
| 05 | Grekland      | Niki Yiannouchu               | "Kapoia nychta" (Καποια νύχτα)                        | grekiska     | 14    | 19    |
| 06 | Georgien      | Bzikebi                       | "Bzz.."                                               | låtsasspråk  | 1     | 154   |
| 07 | Belgien       | Oliver                        | "Shut Up"                                             | nederländska | 11    | 45    |
| 08 | Bulgarien     | Krastyana Krasteva            | "Edna mechta" (Една мечта)                            | bulgariska   | 15    | 15    |
| 09 | Serbien       | Maja Mazić                    | "Uvek kad u nebo pogledam" (Увек кад у небо погледам) | serbiska     | 12    | 37    |
| 10 | Malta         | Daniel Testa                  | "Junior Swing"                                        | engelska     | 4     | 100   |
| 11 | Nederländerna | Marisa                        | "1 Dag"                                               | nederländska | 13    | 27    |
| 12 | Ukraina       | Viktoria Petryk               | "Matrosy" (Матроси)                                   | ukrainska    | 2     | 135   |
| 13 | Litauen       | Eglė Jurgaitytė               | "Laiminga diena"                                      | litauiska    | 3     | 103   |
| 14 | Makedonien    | Bobi Andonov                  | "Prati mi SMS" (Прати ми СМС)                         | makedonska   | 5     | 93    |
| 15 | Cypern        | Elena Mannouri & Charis Savva | "Gioupi Gia!" (Γιούπι για!)                           | grekiska     | 10    | 46    |

## Poängtabeller
| |               | Resultat |         |          |          |          |         |           |         |       |               |         |         |                |        |    |    |
| Σ | Rumänien      | Armenien | Belarus | Ryssland | Grekland | Georgien | Belgien | Bulgarien | Serbien | Malta | Nederländerna | Ukraina | Litauen | Nordmakedonien | Cypern |    |    |
| D | Rumänien      | 58       |         | 4        | 2        | 2        | 2       | 2         | 2       | 1     | 5             | 3       | 2       | 4              | 1      | 8  | 8  |
| D | Armenien      | 59       | 3       |          | 5        | 6        | 6       | 8         | 6       | 7     |               |         | 3       | 3              |        |    |    |
| D | Vitryssland   | 86       | 5       | 5        |          | 10       | 4       |           | 10      | 6     | 7             | 7       | 4       | 5              | 3      | 5  | 3  |
| D | Ryssland      | 73       |         | 10       | 12       |          | 3       | 5         |         | 2     | 2             | 6       | 1       | 7              | 8      | 1  | 4  |
| D | Grekland      | 19       |         |          |          |          |         |           |         |       |               |         |         |                |        |    | 7  |
| D | Georgien      | 154      | 6       | 12       | 8        | 12       | 10      |           | 12      | 12    | 10            | 8       | 12      | 12             | 12     | 4  | 12 |
| D | Belgien       | 45       | 2       | 2        | 1        | 1        |         | 4         |         |       | 3             | 2       | 10      | 2              | 4      | 2  |    |
| D | Bulgarien     | 15       |         |          |          |          |         |           |         |       |               |         |         |                |        | 3  |    |
| D | Serbien       | 37       | 1       | 1        |          | 3        |         | 6         | 1       |       |               |         |         | 1              |        | 12 |    |
| D | Malta         | 100      | 7       | 7        | 4        | 5        | 7       | 7         | 7       | 8     | 1             |         | 6       | 10             | 7      | 6  | 6  |
| D | Nederländerna | 27       |         |          | 3        |          |         |           | 5       |       |               | 1       |         |                | 5      |    | 1  |
| D | Ukraina       | 135      | 12      | 8        | 10       | 8        | 8       | 12        | 3       | 10    | 6             | 12      | 7       |                | 10     | 7  | 10 |
| D | Litauen       | 103      | 8       |          | 6        | 7        | 1       | 10        | 8       | 3     | 12            | 10      | 8       | 6              |        | 10 | 2  |
| D | Makedonien    | 93       | 10      | 6        | 7        | 4        | 5       | 3         | 4       | 5     | 8             | 5       | 5       | 8              | 6      |    | 5  |
| D | Cypern        | 46       | 4       | 3        |          |          | 12      | 1         |         | 4     | 4             | 4       |         |                | 2      |    |    |
| Alla länder tilldelades 12 poäng automatiskt Georgien och Makedonien avlade sina röster sist på grund av tekniska problem |               |          |         |          |          |          |         |           |         |       |               |         |         |                |        |    |    |

### 12 poäng
Nedan listas antalet tolvor ett land fick av andra länder:
| Nr | Mottagande land | Röstande land                                                                   |
| -- | --------------- | ------------------------------------------------------------------------------- |
| 8  | Georgien        | Armenien, Belgien, Bulgarien, Cypern, Litauen, Nederländerna, Ryssland, Ukraina |
| 3  | Ukraina         | Georgien, Malta, Rumänien                                                       |
| 1  | Cypern          | Grekland                                                                        |
| 1  | Litauen         | Serbien                                                                         |
| 1  | Ryssland        | Vitryssland                                                                     |
| 1  | Serbia          | Makedonien                                                                      |

- Alla länder fick 12 poäng i början av omröstningen för att undvika att något land skulle hamna på noll poäng.

## Kommentatorer
- Armenien – Gohar Gasparyan (Armenia 1)
- Belgien – André Vermeulen (VRT), Maureen Louys and Jean-Louis Lahaye (RTBF)
- Bulgarien – Elena Rosberg och Georgi Kushvaliev (BNT 1)
- Malta – Kyriakos Pastides (CyBC)
- Georgien – Temo Kvirkvelia (GPB)
- Grekland – Renia Tsitsibikou and George Amyras (ERT)
- Litauen – Darius Užkuraitis (LRT)
- Makedonien – Ivona Bogoevska (MTV 1)
- Malta – Valerie Vella (TVM)
- Nederländerna – Sipke Jan Bousema (AVRO)
- Rumänien – Ioana Isopecu and Alexandru Nagy (TVR)
- Ryssland – Olga Shelest (RTR)
- Serbien – Duška Vučinić-Lučić (RTS 2)
- Ukraina – Timur Miroshnychenko (NTU)
- Vitryssland – Denis Kuryan (Belarus 1)

## Album
Junior Eurovision Song Contest 2008: Lemesos-Cyprus, är ett samlingsalbum ihopsatt av Europeiska radio- och TV-unionen och gavs ut i oktober 2008. Albumet innehåller alla låtar från 2008 års tävling.
| 1.           | Salvaţi planeta!         | Mădălina & Andrada (Rumänien)          | 2:43  |
| 2.           | Im Ergi Hnchyune         | Monica (Armenien)                      | 2:50  |
| 3.           | Serdtse Belarusi         | Dasja, Alina & Karyna (Vitryssland)    | 2:51  |
| 4.           | Spit angel               | Michail Puntov (Ryssland)              | 2:55  |
| 5.           | Kapoia nychta            | Niki Yiannouchu (Grekland)             | 2:45  |
| 6.           | Bzz..                    | Bzikebi (Georgien)                     | 2:49  |
| 7.           | Shut Up                  | Oliver (Belgien)                       | 2:48  |
| 8.           | Edna mechta              | Krastjana Krasteva (Bulgarien)         | 2:43  |
| 9.           | Uvek kad u nebo pogledam | Maja Mazić (Serbien)                   | 2:37  |
| 10.          | Junior Swing             | Daniel Testa (Malta)                   | 2:50  |
| 11.          | 1 dag                    | Marissa (Nederländerna)                | 2:47  |
| 12.          | Matrosy                  | Viktoria Petryk (Ukraina)              | 2:47  |
| 13.          | Laiminga diena           | Eglė Jurgaitytė (Litauen)              | 2:44  |
| 14.          | Prati mi SMS             | Bobi Andonov (Makedonien)              | 2:43  |
| 15.          | Gioupi gia!              | Elena Mannouri & Charis Savva (Cypern) | 2:47  |
| Total längd: | Total längd:             | Total längd:                           | 41:39 |

| 1.           | Salvaţi planeta! (Instrumental version)         | Mădălina & Andrada (Rumänien)          | 2:43  |
| 2.           | Im Ergi Hnchyune (Instrumental version)         | Monica (Armenien)                      | 2:50  |
| 3.           | Serdtse Belarusi (Instrumental version)         | Dasja, Alina & Karyna (Vitryssland)    | 2:51  |
| 4.           | Spit angel (Instrumental version)               | Michail Puntov (Ryssland)              | 2:55  |
| 5.           | Kapoia nychta (Instrumental version)            | Niki Yiannouchu (Grekland)             | 2:45  |
| 6.           | Bzz.. (Instrumental version)                    | Bzikebi (Georgien)                     | 2:49  |
| 7.           | Shut Up (Instrumental version)                  | Oliver (Belgien)                       | 2:48  |
| 8.           | Edna mechta (Instrumental version)              | Krastjana Krasteva (Bulgarien)         | 2:43  |
| 9.           | Uvek kad u nebo pogledam (Instrumental version) | Maja Mazić (Serbien)                   | 2:37  |
| 10.          | Junior Swing (Instrumental version)             | Daniel Testa (Malta)                   | 2:50  |
| 11.          | 1 dag (Instrumental version)                    | Marissa (Nederländerna)                | 2:47  |
| 12.          | Matrosy (Instrumental version)                  | Viktoria Petryk (Ukraina)              | 2:47  |
| 13.          | Laiminga diena (Instrumental version)           | Eglė Jurgaitytė (Litauen)              | 2:44  |
| 14.          | Prati mi SMS (Instrumental version)             | Bobi Andonov (Makedonien)              | 2:43  |
| 15.          | Gioupi gia! (Instrumental version)              | Elena Mannouri & Charis Savva (Cypern) | 2:47  |
| Total längd: | Total längd:                                    | Total längd:                           | 41:39 |